# Croton verbascoides
Croton verbascoides är en törelväxtart som beskrevs av Grady Linder Webster. Croton verbascoides ingår i släktet Croton och familjen törelväxter. Inga underarter finns listade i Catalogue of Life.